# Meridiana Kamen Team/Saison 2012
Dieser Artikel listet Erfolge und Fahrer des Radsportteams Meridiana Kamen Team in der Saison 2012 auf.

## Erfolge

### Erfolge in der UCI Europe Tour
In den Rennen der Saison 2012 der UCI Europe Tour gelangen die nachstehenden Erfolge.
| Datum             | Rennen                                              | Kat. | Sieger          |
| ----------------- | --------------------------------------------------- | ---- | --------------- |
| 17. Mai           | 2. Etappe Griechenland-Rundfahrt                    | 2.2  | Enrico Rossi    |
| 19. Mai           | 4. Etappe Griechenland-Rundfahrt                    | 2.2  | Roberto Cesaro  |
| 20. Mai           | 5. Etappe Griechenland-Rundfahrt                    | 2.2  | Enrico Rossi    |
| 5. Juni           | 1. Etappe Slowakei-Rundfahrt                        | 2.2  | Enrico Rossi    |
| 6. Juni           | 2. Etappe Slowakei-Rundfahrt                        | 2.2  | Davide Rebellin |
| 8. Juni           | 4. Etappe Slowakei-Rundfahrt                        | 2.2  | Enrico Rossi    |
| 5.–9. Juni        | Gesamtwertung Slowakei-Rundfahrt                    | 2.2  | Enrico Rossi    |
| 13. Juni          | 2. Etappe Serbien-Rundfahrt                         | 2.2  | Enrico Rossi    |
| 24. Juni          | Kroatische Meisterschaft – Straßenrennen (U23)      | CN   | Pavel Potocki   |
| 3. September      | 1a. Etappe Giro di Padania                          | 2.1  | Enrico Rossi    |
| 23. September     | 2. Etappe Tour du Gévaudan Languedoc-Roussillon     | 2.2  | Davide Rebellin |
| 22.–23. September | Gesamtwertung Tour du Gévaudan Languedoc-Roussillon | 2.2  | Davide Rebellin |

### Erfolge beim Cyclocross
In den Rennen der Saison 2011/12 der Cyclocross Tour gelangen die nachstehenden Erfolge.
| Datum     | Rennen                   | Fahrer           |
| --------- | ------------------------ | ---------------- |
| 8. Januar | Kroatische Meisterschaft | Jasmin Becirović |

## Abgänge – Zugänge
| Zugänge                             | Team 2011                              | Abgänge                         | Team 2012             |
| ----------------------------------- | -------------------------------------- | ------------------------------- | --------------------- |
| Roberto Cesaro                      | Miche-Guerciotti                       | Juraj Ugrinić                   | Loborika Favorit Team |
| Davide Rebellin                     | Miche-Guerciotti                       | Riccardo Riccò                  | Dopingsperre          |
| Enrico Rossi                        | Ceramica Flaminia (2010)               | Marin Andelini                  | Unbekannt             |
| Maurizio Biondo                     | Ceramica Flaminia-Bossini Docce (2009) | Emanuele Bindi                  | Unbekannt             |
| Luka Grubić                         | Neoprofi                               | Darko Blažević                  | Unbekannt             |
| Alen Ivancec                        | Neoprofi                               | Mauro Hrastnik                  | Unbekannt             |
| Pavel Potocki                       | Neoprofi                               | Omar Sottocornola               | Unbekannt             |
| Luka Sprajc                         | Neoprofi                               | Marko Barbir (bis 31. Juli)     | Unbekannt             |
| Endi Širol (ab 5. Juli)             | Loborika Favorit Team                  | Jasmin Becirović (bis 31. Juli) | Unbekannt             |
| Patrik Sinkewitz (ab 19. September) | Farnese Vini-Neri Sottoli              | David McLean (bis 31. Juli)     | Unbekannt             |

## Mannschaft
| Name                | Geburtstag        | Nationalität |
| ------------------- | ----------------- | ------------ |
| Maurizio Biondo     | 15. Mai 1981      | Italien      |
| Blaž Bonča          | 6. Juli 1989      | Slowenien    |
| Roberto Cesaro      | 4. Dezember 1986  | Italien      |
| Alberto Di Lorenzo  | 22. April 1982    | Italien      |
| Mariano Giallorenzo | 7. August 1982    | Italien      |
| Luka Grubić         | 9. August 1989    | Kroatien     |
| Alen Ivancec        | 4. Juni 1991      | Kroatien     |
| Marko Ivančić       | 24. Dezember 1989 | Kroatien     |
| Pavel Potocki       | 25. Dezember 1993 | Kroatien     |
| Bruno Radotić       | 28. Juni 1983     | Kroatien     |
| Davide Rebellin     | 9. August 1971    | Italien      |
| Enrico Rossi        | 5. Mai 1982       | Italien      |
| Patrik Sinkewitz    | 20. Oktober 1980  | Deutschland  |
| Endi Širol          | 20. Juni 1992     | Kroatien     |
| Luka Sprajc         | 12. Juli 1991     | Kroatien     |